# Station Lhota pod Přeloučí
Station Lhota pod Přeloučí is een spoorwegstation in het Tsjechische dorp Lhota, onderdeel van de gemeente Přelouč. Het station ligt aan lijn 010 van de České dráhy, die van Kolín via Pardubice naar Česká Třebová loopt. Bij station Lhota pod Přeloučí vindt geen verkoop van treinkaartjes plaats, tickets dienen aangeschaft te worden in de trein.
Binnen de gemeente ligt nog een spoorwegstation, namelijk station Přelouč.
Kolín · Kolín dílny · Starý Kolín · Záboří nad Labem · Týnec nad Labem · Kojice · Chvaletice · Řečany nad Labem · Lhota pod Přeloučí · Přelouč · Valy u Přelouče · Pardubice-Opočínek · Pardubice-Svítkov · Pardubice hlavní nádraží · Pardubice-Pardubičky · Pardubice-Černá za Bory · Kostěnice · Moravany · Uhersko · Sedlíšťka · Zámrsk · Dobříkov u Chocně · Sruby · Choceň · Brandýs nad Orlicí · Bezpráví · Ústí nad Orlicí · Ústí nad Orlicí město · Dlouhá Třebová · Česká Třebová